# Фрина перед ареопагом
Фри́на перед ареопа́гом (фр. Phryné devant l'aréopage) — картина французского художника Жана-Леона Жерома. Формат — 80 × 128 см. Хранится в Художественном музее Гамбурга.

## Сюжет
Согласно рассказам античных авторов (а особенно Афинея), скульптор Пракситель изобразил богиню Афродиту обнажённой, что само по себе было кощунством. Моделью ему служила его возлюбленная, гетера Фрина, что было кощунством вдвойне. По другой версии, Фрина исполняла роль Афродиты во время Элевсинских мистерий, являясь обнажённой перед народом.
Оратор Евфий (Евтиас), отвергнутый поклонник Фрины, обвинил гетеру в безбожии. Адвокат — знаменитый оратор Гиперид, видя, что его речь не производит на суд особого впечатления, сдёрнул с Фрины одежды. Красота произвела такое впечатление на судей, что её оправдали — ведь согласно греческим представлениям о прекрасном, столь совершенное тело не могло скрывать несовершенную душу (концепция калокагатии).
Жером хотя и написал полотно на сюжет далёкого прошлого, но адресовал его своим современникам. Н. Вольф обозначил эстетическую программу этой картины как «находящуюся на полпути между Энгром и Деларошем — учителем Жерома». Внутри картины было скрыто дополнительное противопоставление: в центре композиции на алтаре помещена статуэтка Афины Паллады — богини мудрости, которую никогда не изображали нагой. В лицах судей были представлены все возможные реакции на обнажённое женское тело — от радостного восхищения и интимного умиления до страха и раздражения. Фигуру Фрины художник писал с модели-современницы, а не её античных изображений. Иными словами, Жером не эпатировал публику, а щадил её консервативную часть: изображая стыдливость героини и сознательно отступая от античных источников (Фрину судила гелиэя, а не ареопаг), он попытался соответствовать нормам современной ему морали.

## Критика
«Фина перед ареопагом» была самым известным изображением Фрины в девятнадцатом веке. Когда она была выставлена на Парижском салоне 1861 года, картина Жерома была сочтена непристойной и порнографической.
Эдгар Дега уже в 1891 году возмущался:

Что мы можем говорить в отношении живописца, который представил Фрину перед ареопагом жалкой, стесняющейся девкой, закрывающей себя? Фрина не закрывала себя, потому что нагота была источником её славы. Жером не понимал этого и сделал свою живопись, из-за недостатка понимания, порнографической картиной.
Напротив, русский критик В. В. Стасов, весьма скептически относившийся к академизму, писал в статье «Художественные выставки 1879 года»:

Нет, посмотрите ещё раз на Фрину Жерома, старую знакомку: там и красота телесная, там и стыд в дрожащих коленках, ищущих одна другую; там даже пальцы на ногах, и те говорят: нам стыдно, и стараются как-нибудь согнуться и спрятаться; так и руки поднялись к лицу и закрыли его. Вот это я называю: художественное произведение, вот это я называю: чувство и выражение, вот это я называю: художник.
В 1889 году, отталкиваясь от картины Жерома, известный живописец-академист Генрих Семирадский создал своё полотно — «Фрина на празднике Посейдона в Элевзине». Он хотел создать чувственное произведение, которое, будучи эротическим, останется в рамках приличий.

## Карикатура

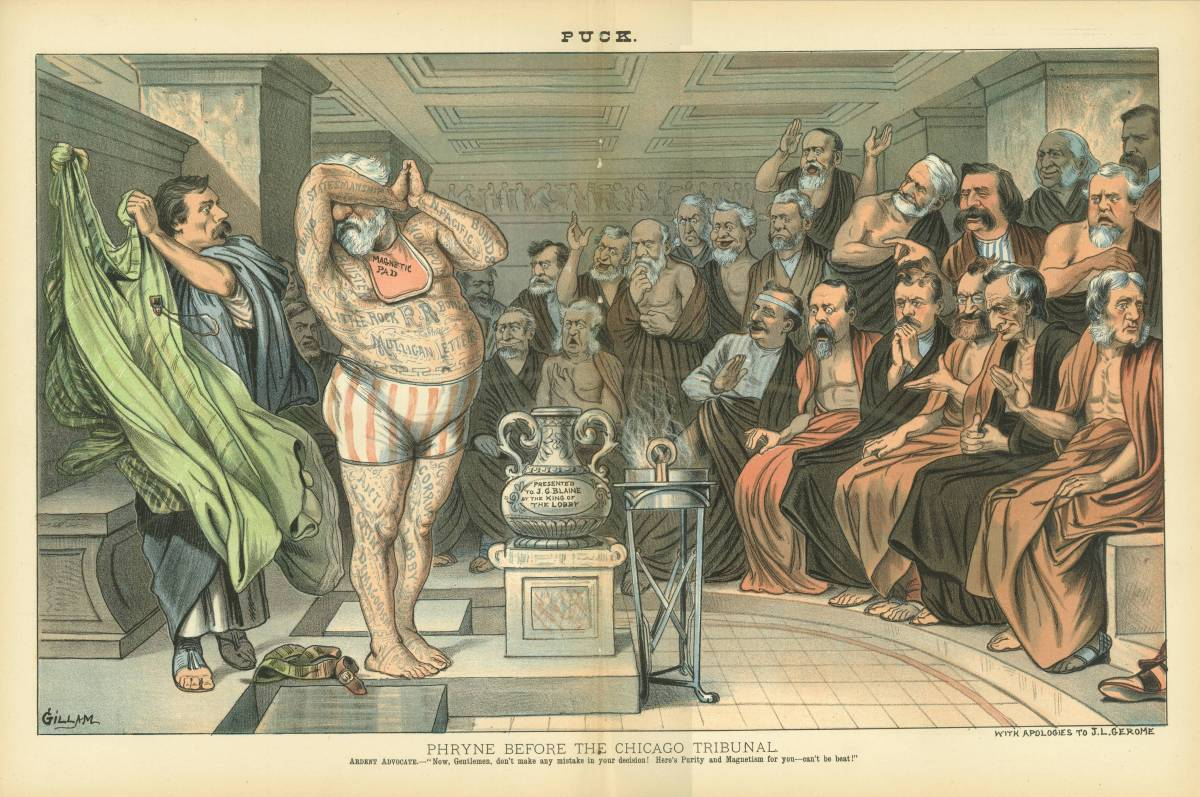
Фрина перед чикагским трибуналом

Картина Жерома стала источником вдохновения для одного значительного политического шаржа в истории США. 4 июня 1884 года в американском сатирическом журнале «Puck» появилась карикатура авторства Бернара Гильяма (Bernhard Gillam) под названием «Фрина перед чикагским трибуналом». Карикатура была посвящена Республиканскому национальному съезду, проходившему в те дни в Чикаго: на нём избирался единый партийный претендент на пост президента США. На этом рисунке показано, как редактор журнала Вайтлоу Рейд (Whitelaw Reid) срывает одежду с татуированного Джеймса Блейна со словами: «А теперь, господа, не ошибитесь в своём выборе. Чистота и магнетизм для вас — их нельзя победить!» (англ. Now, Gentlemen, don’t make any mistake in your decision! Purity and Magnetism for you — can’t be beat). Выборы 1884 года Блейн — кандидат от республиканцев — проиграл.
В 1908 году последовала ещё одна карикатура: «Фрина с высоким тарифом перед трибуналом».